# 约翰·坎菲尔德·斯潘塞
约翰·坎菲尔德·斯潘塞（英文：John Canfield Spencer，1788年1月8日—1855年5月18日），美国政治家，美国民主-共和党和美国辉格党人，曾任美国众议院议员（1817年-1819年）、美国战争部长（1841年-1843年）和美国财政部长（1843年-1844年）。
| 前任： 沃尔特·福沃德 | 美国财政部长 1843年 - 1844年 | 繼任： 乔治·M·比布        |
| 前任： 约翰·贝尔     | 美国战争部长 1841年 - 1843年 | 繼任： 詹姆斯·麦迪逊·波特 |